# Cosmosoma discata
Cosmosoma discata är en fjärilsart som beskrevs av M.Gaede 1926. Cosmosoma discata ingår i släktet Cosmosoma och familjen björnspinnare. Inga underarter finns listade i Catalogue of Life.